# Elmore James

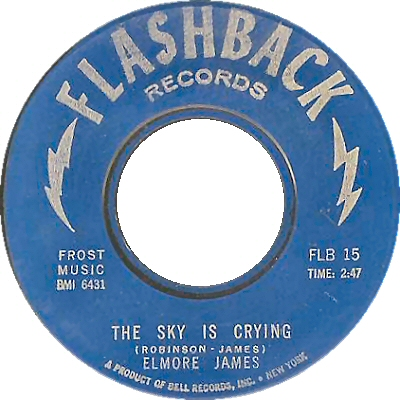
The Sky is Crying, 45RPM, 1965

Elmore James (* 27. Januar 1918 in Mississippi; † 24. Mai 1963 in Chicago, Illinois) war ein US-amerikanischer Bluesmusiker. Er gehört neben Muddy Waters zu den einflussreichsten Slide-Gitarristen des Chicago Blues, dessen Stil viele Bluesrock- und Rockmusiker geprägt hat. 

## Stil
Typisch für James war sein kraftvoller, rauer Gesang, den er mit seinem elektrisch verstärktem Slideguitar-Spiel, das deutlich von Robert Nighthawk und vor allem Robert Johnson beeinflusst worden war, begleitete.

## Leben und Werk
Elmore James wurde 1918 als unehelicher Sohn von Leola Brooks in Richland (nach anderen Quellen in Lexington oder Canton), Mississippi geboren. Er arbeitete in der Landwirtschaft, bevor er seine Karriere als Wandermusiker begann. Hier arbeitete er mit Musikern wie Robert Johnson, der ihn stark prägte, und Sonny Boy Williamson II. (Rice Miller) zusammen. Robert Johnson beeinflusste sowohl seinen Gitarrenstil als auch einen Teil seines Repertoires (Dust My Broom und Crossroads). Begleitet von seinem kraftvollen Spiel auf einer verstärkten Slide-Gitarre und seiner Falsettstimme wurde Elmore James zu einem der einflussreichsten Musiker des elektrifizierten Chicago Blues.
Zwischen 1943 und 1945 lebte er, ausgenommen die Zeit als Marinesoldat, als Hobo und trampte durch die Südstaaten. Seine Plattenkarriere begann Elmore James 1951 bei Lillian McMurrys Plattenlabel Trumpet Records. In den folgenden zwölf Jahren machte James unter anderem Aufnahmen bei den großen Blueslabels Modern Records und Chess Records. Seine größten Hits waren Dust My Broom (Blues Hall of Fame 1983, Grammy Hall of Fame 1998), The Sky Is Crying, Shake Your Money Maker und It Hurts Me Too, die bis heute von unzähligen Musikern der Blues- und Rockszene nachgespielt werden. Das Lied Dust My Broom wurde bereits zuvor 1936 von Robert Johnson aufgenommen. Auf Seiten der Bluesgitarristen haben vor allem Homesick James – ein Cousin von Elmore James, sein erster Slide-Gitarrenlehrer und späterer Band-Bassist – Hound Dog Taylor und J. B. Hutto das musikalische Erbe von Elmore James bewahrt und weitergeführt. Bei den Rockgitarristen wurden Duane Allman von The Allman Brothers Band, Billy Gibbons von ZZ Top und Johnny Winter maßgeblich von Elmore James beeinflusst. 
Begleiten ließ sich Elmore James häufig von Musikern der Band von Tampa Red, in der auch der Saxophonist J. T. Brown spielte, der bei Rockfans vor allem durch seine Aufnahmen mit Fleetwood Mac Bekanntheit erlangte, sowie von dem Jazzmusiker Boyd Atkins.
Gerade als man ihn in Europa (besonders in Großbritannien) im Rahmen des Blues Revivals zur Kenntnis genommen hatte, verstarb Elmore James an einem Herzanfall.
Er wurde 1980 in die Blues Hall of Fame aufgenommen.

## Erbe
Elmore James beeinflusste mit seinem Stil vor allem junge britische Bands, die sich in den frühen 1960er Jahren auf den afro-amerikanischen Blues beriefen. Zu seinen Verehrern gehören neben anderen Keith Richards und Brian Jones von den Rolling Stones, John Mayall, Jimi Hendrix und Eric Clapton.
Die britische Band Fleetwood Mac war ursprünglich eine Bluesband – Ende der 1960er-Jahre mit dem Gitarristen Peter Green. Ein weiteres Mitglied dieser Formation war Jeremy Spencer. Er war dazu in der Lage, Elmore James gesanglich und instrumental recht gut zu imitieren und war in seiner Zeit bekannter als das Original.
Der Rolling Stone listete James 2011 auf Rang 30 der 100 größten Gitarristen aller Zeiten.

## Diskographie

### Alben
- 1960 Blues After Hours Crown
- 1961 Blues After Hours Ace
- 1964 Original Folk Blues United Recordings
- 1965 I Need You P-Vine Records
- 1968 Something Inside of Me Bell
- 1968 The Late Fantastiacally Great  Ember
- 1968 Tough
- 1969 Blues in My Heart, Rhythm In My Soul
- 1969 Whose Muddy Shoes MCA/Chess

### Zusammenstellungen (Auswahl)
- 1984 The Original Meteor & Flair Sides  Ace
- 1989 The Complete Fire & Enjoy Sessions, Pt. 1 Collectable Records
- 1989 The Complete Fire & Enjoy Sessions, Pt. 2 Collectable Records
- 1989 The Complete Fire & Enjoy Sessions, Pt. 3 Collectable Records
- 1989 The Complete Fire & Enjoy Sessions, Pt. 4 Collectable Records
- 1992 King of the Slide Guitar: The Fire/Fury/Enjoy Recordings  Capricorn
- 1994 The Classic Early Recordings: 51-56 [Box] P-Vine Records
- 2004 1951-1953 Classics
- 2006 Final Sessions New York 1963 Charly